# Epsilon Delphini
Pour les articles homonymes, voir Epsilon (homonymie).
Désignations
Epsilon Delphini (ε Del / ε Delphini) est une étoile géante bleue-blanche située à environ 330 années-lumière dans la constellation du Dauphin. Elle porte également le nom traditionnel Deneb Dulfim qui signifie en arabe « la queue du Dauphin », tandis que l'Union astronomique internationale a officialisé le nom d'Aldulfin pour désigner l'étoile le 5 septembre 2017. L'étoile est suspectée d'être variable, et pourrait occasionnellement briller jusqu'à la magnitude 3,95.